# Pădureni, Suceava
Pădureni (în trecut Verpolea) este o localitate componentă a orașului Siret din județul Suceava, Moldova, România.
Până în 1925 a făcut parte din județul Dorohoi, ca sat aparținător comunei Grămești.